# Hüvener Mühle

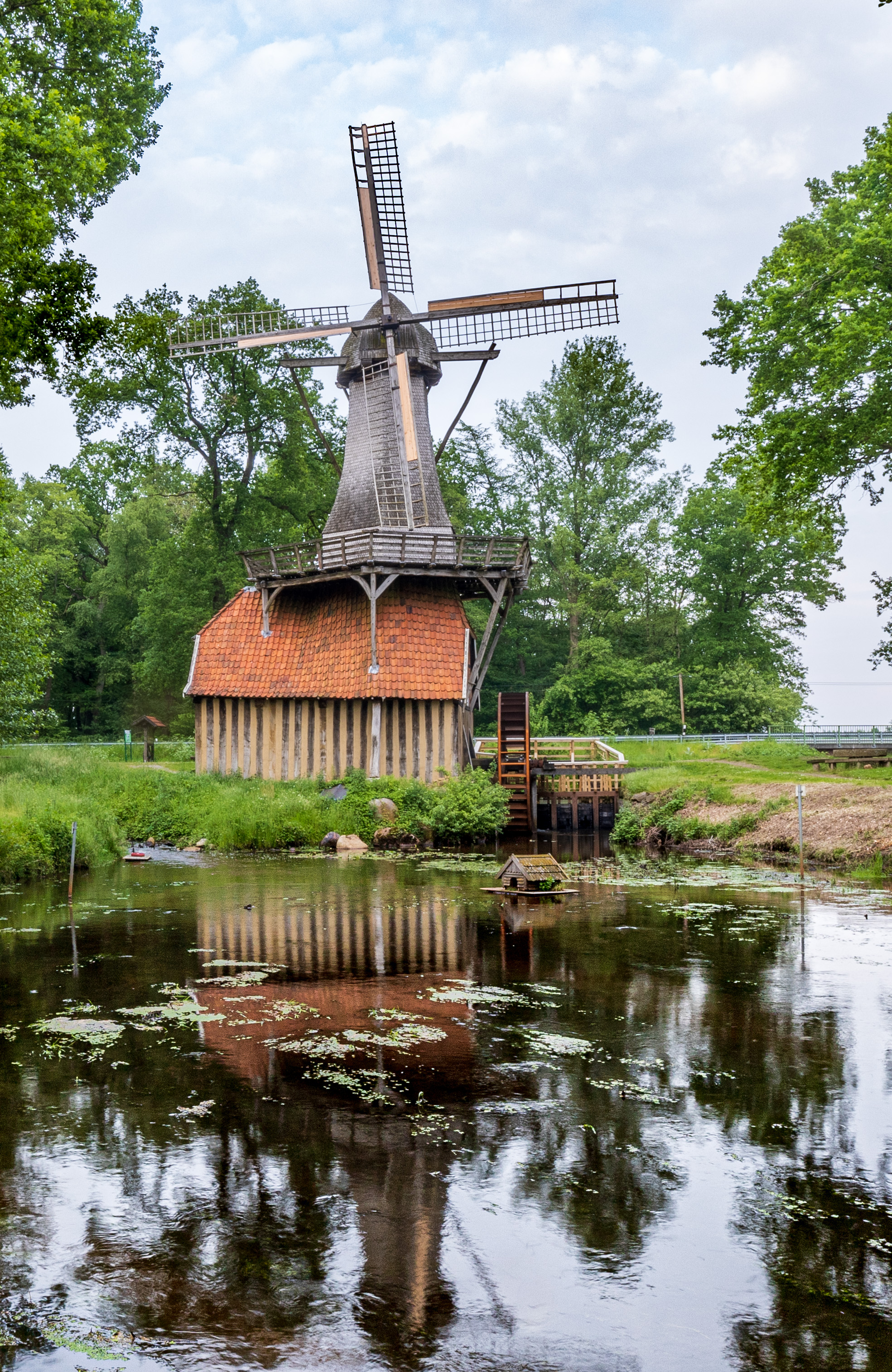
Hüvener Mühle

Die Hüvener Mühle ist eine der letzten komplett erhaltenen kombinierten Wind- und Wassermühlen Europas und liegt im Landkreis Emsland im westlichen Niedersachsen (Deutschland).
Die Mühle ist auf dem Wappen der Mühlenvereinigung Niedersachsen-Bremen abgebildet und eine der touristischen Attraktionen in der Umgebung der hügeligen Geestlandschaft des Hümmling.

## Geographie
Die Hüvener Mühle steht am Fluss Mittelradde knapp 2 km südsüdöstlich der Ortschaft Hüven und 20 km nordöstlich der Kreisstadt Meppen.

## Geschichte

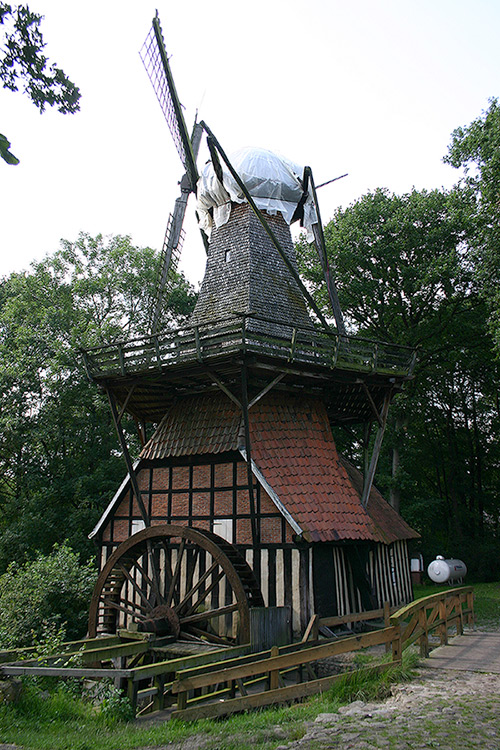
Die Hüvener Mühle vor der Restaurierung

Im Jahre 1534 wird erstmals in einer Urkunde der „Erffkotter tho Hüven de Moller“ erwähnt. Die zu diesem Zeitpunkt als Wassermühle bestehende Hüvener Mühle ist wahrscheinlich wesentlich älter. Sie brannte im Jahr 1801 vollständig aus. Bereits am 21. Juni 1802 konnte der Neubau, ebenfalls nur eine Wassermühle, wieder in Betrieb gehen. Ein Antrag auf den Bau einer zusätzlichen Windmühle in Hüven wurde im Jahr 1812 durch den Präfekten des Arrondissements Lingen abgelehnt, nachdem der Besitzer der Wassermühle, Johann Gertmöller, hiergegen protestiert hatte.
Da die Mittelradde jedoch nur ein kleines Flüsschen war und ist, konnte der Müller in regenarmen Zeiten die Mühle nur mit Hilfe eines großen aufgestauten Mühlenteichs in Betrieb setzen und auch dann nur das notwendigste an Korn mahlen. An anderen vergleichbaren Standorten wurden daher damals Wassermühlen von Getreide- beispielsweise zu Ölmühlen umgebaut oder stillgelegt und für das Mahlen von Korn an anderer Stelle Windmühlen errichtet.
Der damalige Müller Abel wollte die Wassermühle nicht aufgeben. Er suchte zusammen mit dem Mühlenbaumeister Bernhard Dierkes aus Hüven eine Alternative, die dieser als eine auf die Wassermühle aufzubauende Windmühle konstruierte. Diese ließ sich bei Bedarf über eine Kupplung zuschalten: eine zwar schon länger bekannte, in Niedersachsen aber noch nie angewandte Bauart von Mühlen. Die Baugenehmigung erteilte am 21. August 1850 die Königlich-Hannoversche Landdrostei in Osnabrück. Ein Jahr später war das Richtfest und am 21. Juni 1852, exakt zum 50-jährigen Jubiläum der neuen Wassermühle, konnte die Mühle in ihrer heute noch bestehenden Form in Betrieb gehen. Bei ausreichendem Wasserstand mahlte der Müller das Getreide weiterhin mit Wasserkraft; sank der Wasserstand, konnte er auch die Windkraft nutzen. Etwa zehn Jahre später gab der Wassermüller in Herßum ebenfalls eine solche Konstruktion bei Dirkes in Auftrag.
1890 pachtete Lukas Riedemann aus Neubörger die Mühle, nach seinem Tod wurde sein Sohn Heinrich der Müller. In den 1920er Jahren wurde die Windmühle stillgelegt, nach dem Zusammenbruch des Stauwehrs 1950 wiesen die Behörden an, auch die Wassermühle stillzulegen. Das Bauwerk war erst einmal dem Verfall preisgegeben.
Seine Einzigartigkeit veranlasste auch damals schon vor allem die Heimatvereine, die Mühle zu erhalten. Der Emsländische Heimatbund konnte bereits 1954 mit Mitteln des Landkreises Aschendorf-Hümmling die notwendigsten Sicherungsarbeiten tätigen. 1955 erwarb der Heimatverein Aschendorf-Hümmling die Mühle und setzte sie in den kommenden zwei Jahren grundlegend instand. In den vorherigen Jahren war jedoch die Mittelradde im Zuge der Radderegulierung in ein neues Flussbett abseits der Mühle umgeleitet worden. Somit war nicht mehr genügend Wasser vorhanden, um die Wassermühle wieder in Gang zu setzen. Auch die Windmühle blieb in den folgenden Jahrzehnten außer Betrieb. Der Heimatverein öffnete die Mühle jedoch als technisches Denkmal für Besucher.
Trotz wiederholter Erhaltungsmaßnahmen nagte der Zahn der Zeit: 2003 brach in einem Sturm einer der Flügel der Mühle ab. Eines der folgenden Gutachten des Landkreises Emsland stellte auch fest, dass sich das gesamte Gebäude verschoben hatte und die Mühle von Holzkäfern befallen war. Als Folge sperrte man sie für den Publikumsverkehr.
Nach zweijähriger Renovierung (siehe folgender Abschnitt) ist die Mühle seit Juni 2006 wieder für die Öffentlichkeit zugänglich; regelmäßig finden auch Mahlvorführungen statt.
Bis etwa in die 1930er Jahre befand sich auf dem gegenüberliegenden Raddeufer eine weitere Wassermühle, die als Öl- und Walkemühle genutzt wurde. Zur Geschichte dieser Mühle ist nur wenig bekannt, sie wurde vermutlich nach der ersten Mühle am heutigen Standort errichtet und in den 1920er Jahren stillgelegt. Eine urkundliche Erwähnung findet sich 1851 in einem Bericht des Wegeaufsehers A. Westermann. Auf einem Foto von 1925 ist die Mühle abgebildet, ein Aufmaß aus dem Jahr 1931 verzeichnet noch den Grundriss, in den Folgejahren dürfte diese zweite Hüvener Mühle abgerissen worden sein. Von dieser Mühle ist heute nichts mehr erhalten.

## Restaurierung 2004–2006

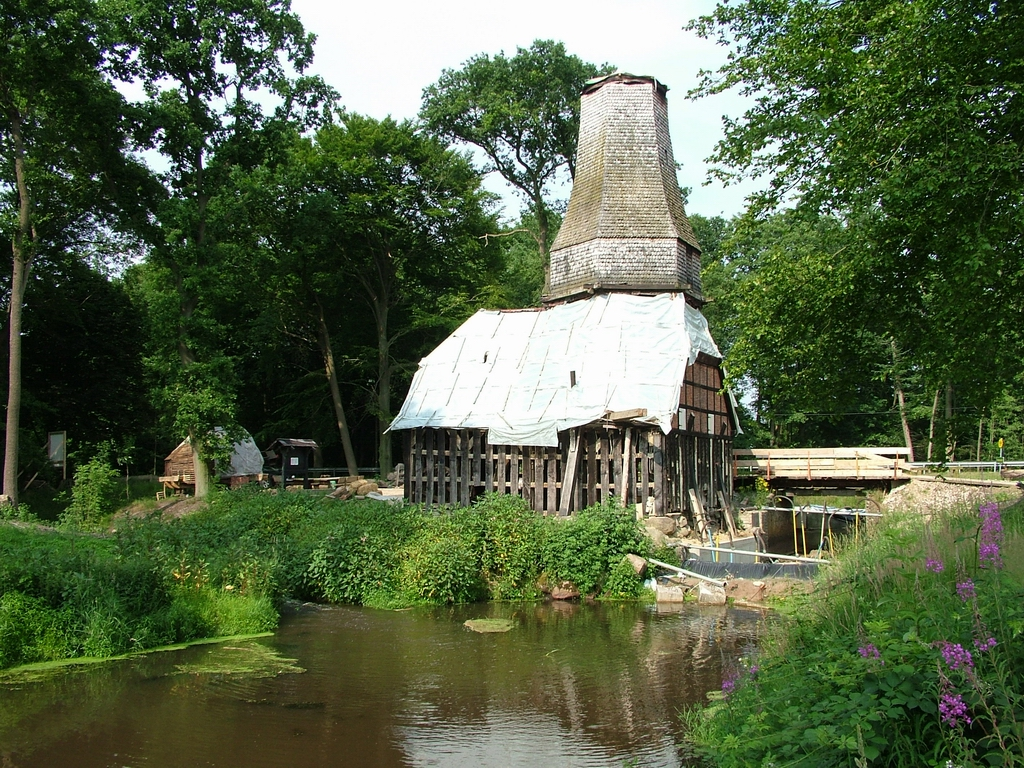
Die Hüvener Mühle während der Restaurierung im Juli 2005

Der Heimatverein Aschendorf-Hümmling als Besitzer der Mühle setzte sich wieder für die Instandsetzung der Mühle ein und konnte 2004 mit Fördermitteln aus mehreren Töpfen (siehe unten) die ersten Arbeiten vergeben. Zunächst wurde die Mittelradde wieder in ihr altes Flussbett entlang der Mühle verlegt, dann der Bau getrocknet und der Schädlingsbefall bekämpft. Um das Bauwerk geradezurichten, kam ein Fundament auf bis zu 13 Meter lange Gründungspfähle aus Stahl (in den vergangenen 200 Jahren hatte sich der Boden unter der Mühle teilweise abgesenkt, die Mühle war so in Schieflage geraten). Auch Innenleben und Außenwände fertigte man großenteils neu an: der geplante Zeitrahmen von ursprünglich gut einem Jahr wurde weit überschritten.
Wertvolle Dienste bei der Restaurierung leistete ein Modell der Hüvener Mühle aus dem Museum Industriekultur Osnabrück, das der Artländer Bildhauer Karl Allöder in den 1930er Jahren nach Plänen des Ingenieurs Speckter im Maßstab 1:20 konstruiert hatte.
Vor allem die Anfertigung der Bauteile nach historischem Vorbild war besonders aufwendig und erforderte einige heute fast vergessene Handwerkskünste. Neben den in Handarbeit angefertigten Eichenschindeln für die Windmühle sticht hier vor allem die Wandkonstruktion der Wassermühle hervor: Die Gefache des Fachwerkes wurde 1802 mit einem Gemisch aus Lehm, Sand, Stroh, Molke und Kuhdung ausgeführt. Um die Mühle originalgetreu wiederherzustellen, arbeitete ein auf Lehmwände spezialisiertes Unternehmen in dieser Technik und stellte die Mischungen auf der Baustelle her.
Die Mühle in ihrem heutigen Zustand stellt sich daher äußerlich zwar im einheitlichen Baustil, jedoch mit Bauteilen aus den vier verschiedenen Bauphasen dar: die tragende Konstruktion der Wassermühle und große Teile der Mühlentechnik sind noch von 1801, die Windmühle von 1850/51. Einige kleinere Details wie die wasserseitige Ausfachung des Gebälks – hier war früher nur eine einfache Bretterverkleidung vorhanden – stammen von der ersten Restaurierung 1957. Vor allem die zusätzlichen tragenden Bauteile im Fundament, aber auch das Wasserrad und Wehr der Wasser- sowie Galerie und Steert der Windmühle sind Neubauten aus dem Jahr 2005.

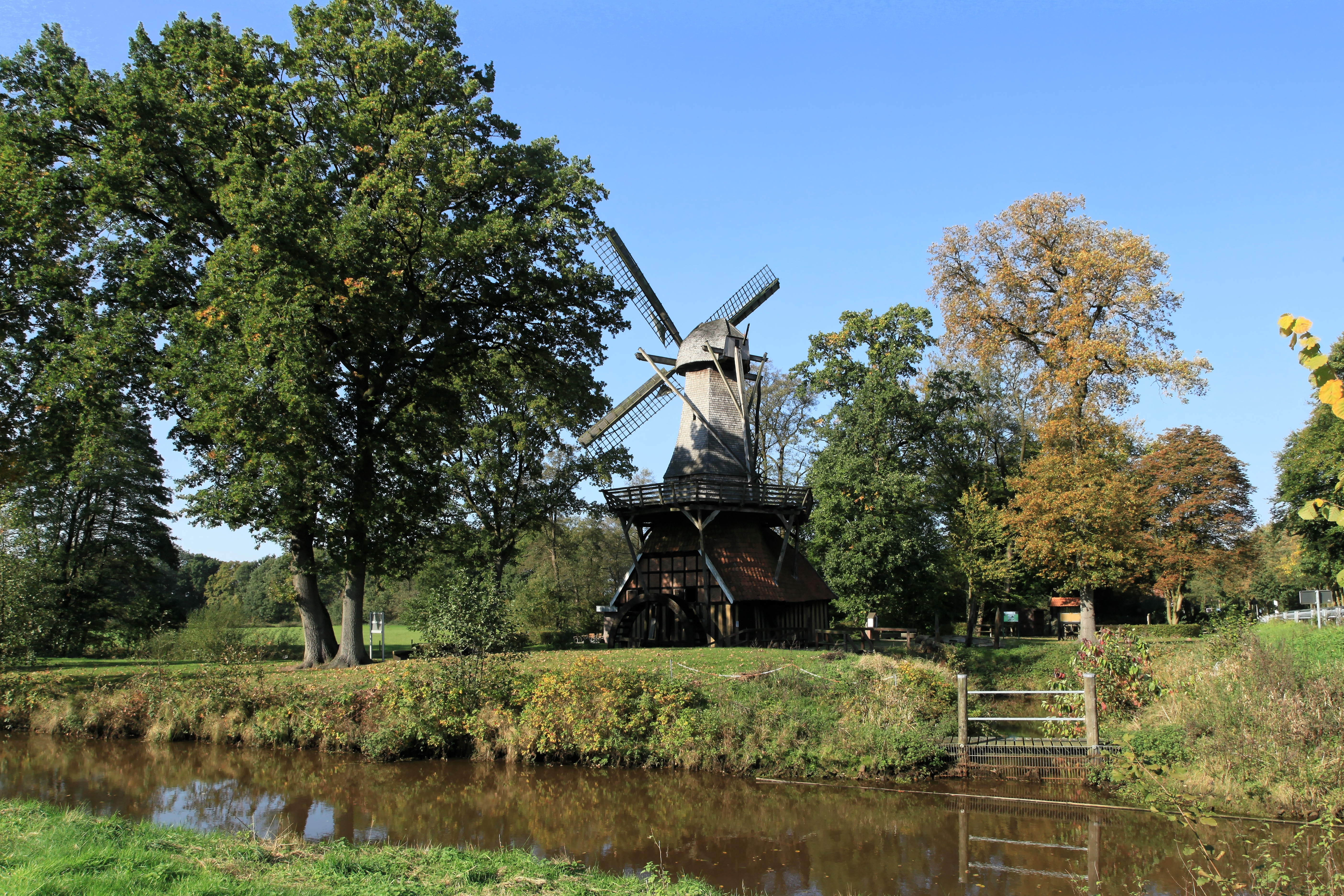
Hüvener Mühle an der Mittelradde

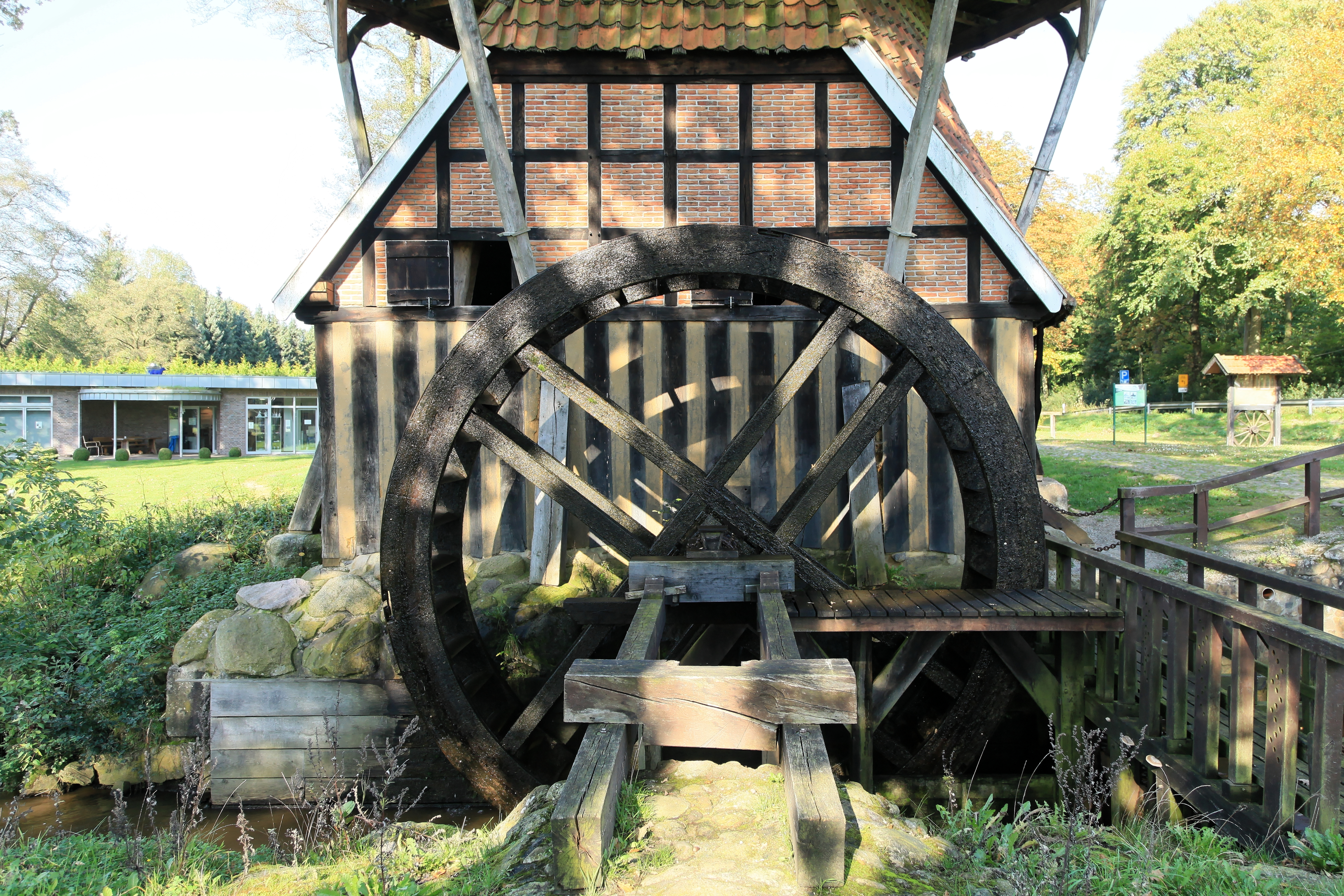
Wasserrad der Hüvener Mühle

Insgesamt kostete die Sanierung 1,05 Mio. Euro. Das Geld stellten folgende Institutionen zur Verfügung:
- Europäische Union (über das INTERREG-Programm)
- Land Niedersachsen
- Landkreis Emsland
- Niedersächsische Sparkassenstiftung
- Deutsche Stiftung Denkmalschutz
- Gemeinde Hüven
- Gemeinde Sögel
- Samtgemeinde Sögel
- Heimatverein Aschendorf-Hümmling über gesammelte Spenden

Neben den Arbeiten an der Mühle selber wurde auch das Umfeld „hergerichtet“. In den vergangenen 50 Jahren waren rund um die Mühle mehrere Bäume gewachsen, die die Windausnutzung der Mühle erschwerten. Einige dieser Bäume wurden gefällt, außerdem der Mühlengraben wieder hergestellt. Außerdem wurde das Kopfsteinpflaster der alten Straße unmittelbar entlang der Mühle wieder freigelegt, die nach der Verlegung nach Nordosten im Jahr 1955 ohne Verkehr ist.
Am 16. Juni 2006 wurde die Mühle nach Vollendung der Arbeiten feierlich wieder eingeweiht und zwei Tage später mit einem Volksfest auch der Öffentlichkeit wieder zugänglich gemacht. Nachdem der Heimatverein mehrere Personen zu Müllern ausgebildet hat, wird auch wieder regelmäßig Korn gemahlen.